# Orto botanico di Cagliari
L'orto botanico di Cagliari, appartenente all'Università di Cagliari, è situato in via Sant'Ignazio da Laconi nel quartiere Stampace.

## Storia
Il primo tentativo di creazione di un orto botanico a Cagliari risale all'impianto realizzato tra il 1752 ed il 1769 in un quartiere ad est del capoluogo sardo,  Su Campu de Su Rei (in italiano il "campo del Re") nell'attuale quartiere Villanova, in un luogo che successivamente aveva mantenuto a lungo la denominazione di “Sa Butanica” (la botanica).
Nel 1820 nella valle di Palabanda, tra l'anfiteatro romano e la villa di Tigellio, fu individuato il terreno dove oggi sorge l'attuale orto botanico; questo fu realizzato, su progetto del professor Giovanni Meloni Baylle, che si interessò anche dell'acquisto dei terreni idonei, con l'aiuto del ministro Giovanni Lanza.
I lavori di sterro e di allestimento dell'area, che era abbandonata ed adibita a discarica, iniziarono nel 1864, e durarono circa due anni. Fu inaugurato infatti il 15 novembre 1866 dal noto botanico Patrizio Gennari.
Attorno al 1874 l'Orto poteva già mettere in commercio 193 piante diverse.
Nel 1885 l'Orto ha iniziato a ospitare un Index seminum per la catalogazione e lo scambio dei semi.
Ai primi anni del Novecento, l'istituzione scientifica raggiunse il suo pieno sviluppo, contando 400 piante acclimatate, «provenienti dalle Indie occidentali e America australe (116), America boreale (64), Africa australe e Madagascar (66), Africa boreale, Arabia e Isole Atlantiche (30), Indie orientali, Cina e Giappone (92), Australia, Malaja e Isole Oceania (62)».
Dal 1926 al 1929 la direzione dell'Orto Botanico fu affidata alla studiosa sassarese Eva Mameli Calvino; la quale conosceva da tempo l'ambiente naturale di questo orto infatti, già nel 1906, aveva pubblicato i risultati delle sue ricerche, eseguite nel giardino, sul genere Fumaria.
Durante la seconda guerra mondiale l'orto, che era sede di un battaglione di cavalleria, nei primi mesi del 1943 fu bombardato . La biblioteca e l'erbario si salvarono, essendo stati prudenzialmente trasferiti in una chiesa sconsacrata a Ghilarza (OR).
Terminato il conflitto, occorsero molti anni di duro lavoro per ripristinare la funzionalità dell'istituzione.
Agli inizi degli anni ottanta, era però ancora rilevabile la povertà di specie presenti.

## Resti archeologici
All'interno dell'Orto si trovano vestigia del periodo preromano e romano, fra queste: il pozzo romano, detto libarium, dove si abbeveravano gli attori che si esibivano nel vicino anfiteatro; la grotta Gennari, un Calidarium; una cisterna romana ed un tratto dell'acquedotto romano che, da Villamassargia, portava l'acqua in città. L'orto è stato recentemente risitemato.
Oggi l'orto, che si organizza fondamentalmente su una superficie di 5 ha, presenta specie arboree e arbustive tipiche delle fasce vegetazionali della Sardegna e mediterranea, compresi superbi esemplari di Ceratonia siliqua, Pinus halepensis, Olea europea, Rhamnus alaternus, Pistacia lentiscus, Quercus ilex, Arbutus unedo, Erica scoparia, Quercus coccifera, Juniperus spp., Buxus balearica e Buxus sempervirens, giganteschi Ficus magnolioides, un palmeto con numerose specie di differenti generi, bellissimi esemplari di cipressi e di Sterculie, una collezione di circa 1.000 piante succulente, aree rocciose popolate da Agave, Yucca, Aloe, Cereus, Euphorbia, Opuntia, Dracaena draco, mentre nelle varie vasche trovano posto esemplari di Nymphaea, Nelumbo e di papiri.